# Stonehenge

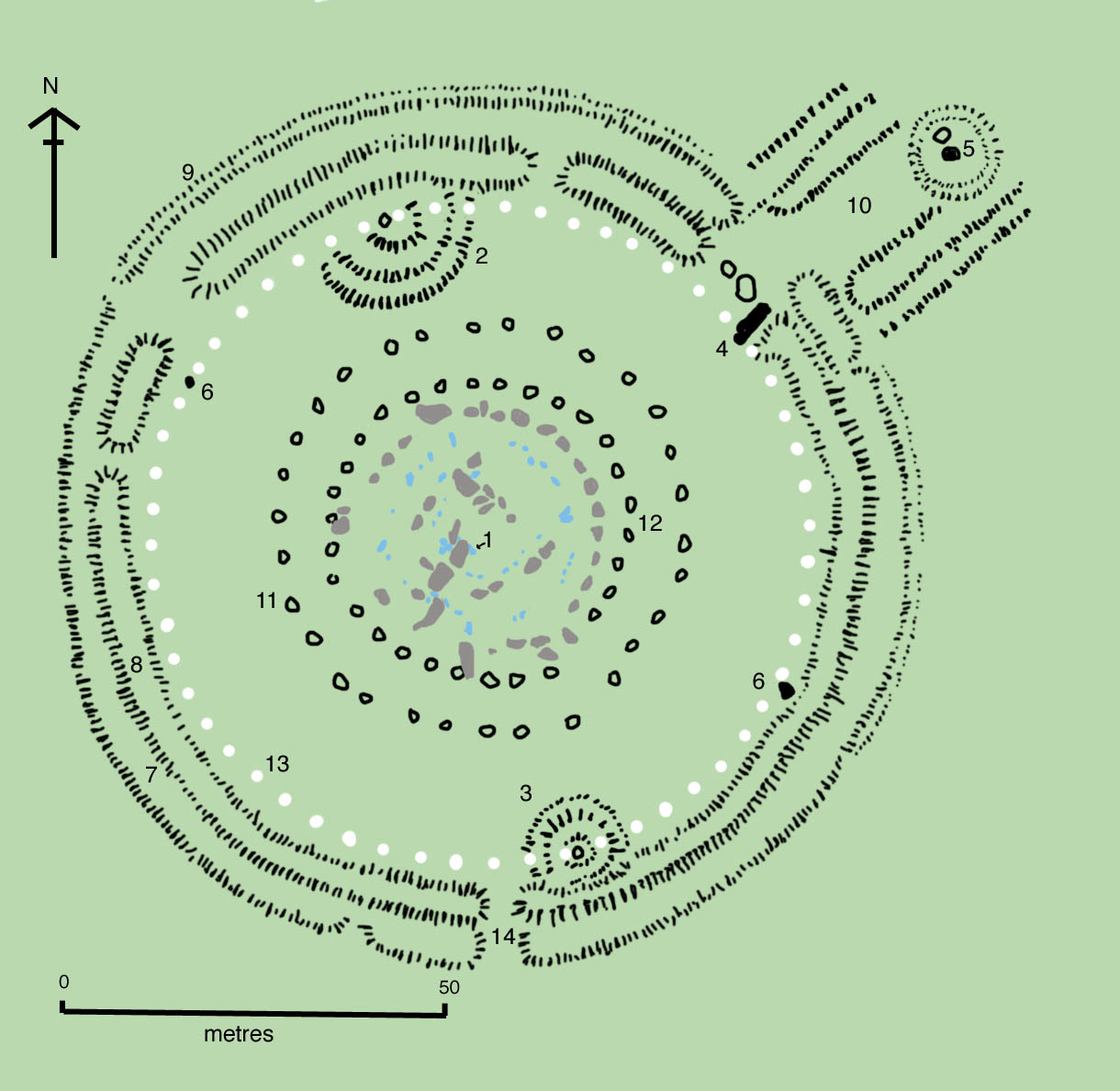
Stonehenge 2004-es alaprajza

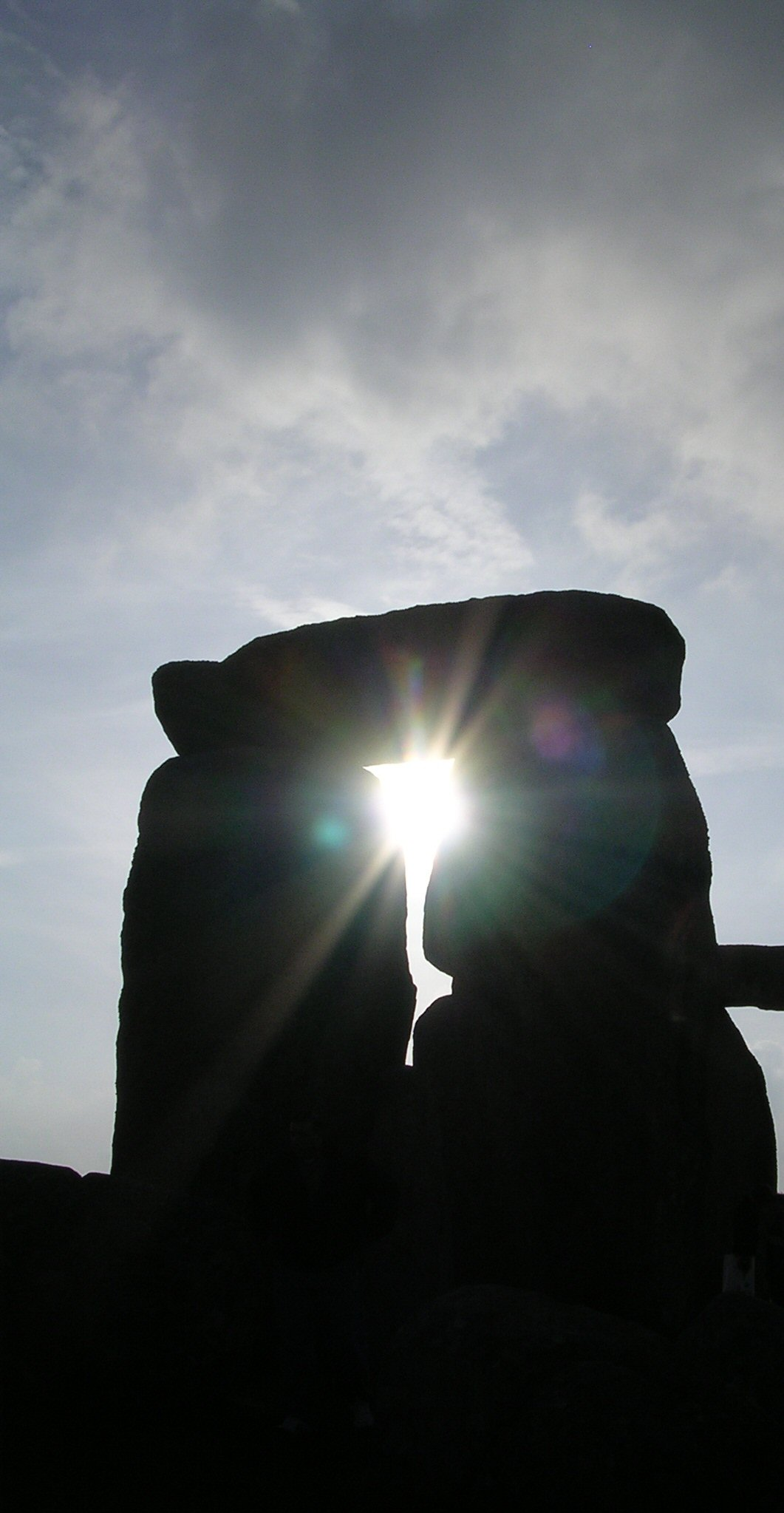
Stonehenge a bronzkori obszervatórium
(2005. április 23. reggel 6 óra 46 perc)

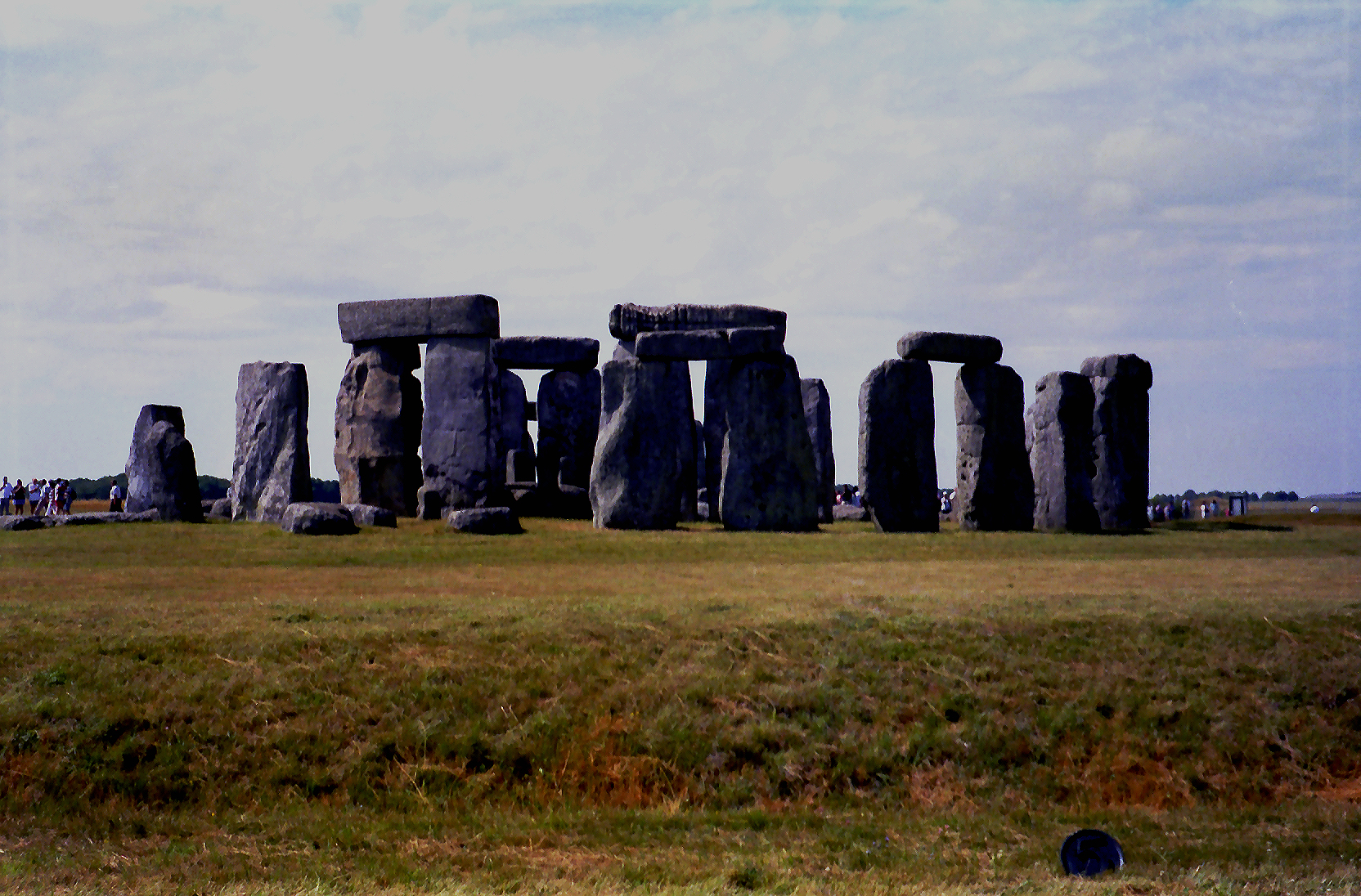
Stonehenge: összkép

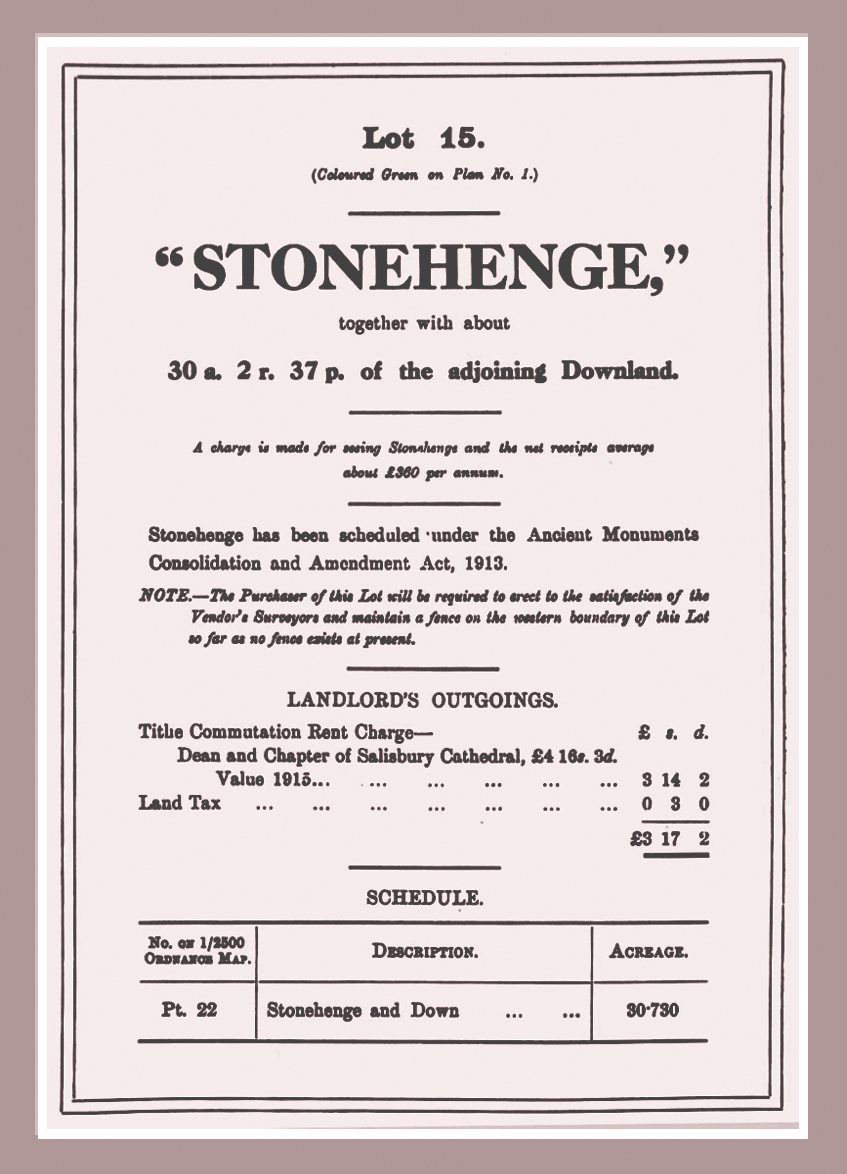
Stonehenge: 1915-ös kiárusítás hirdetése

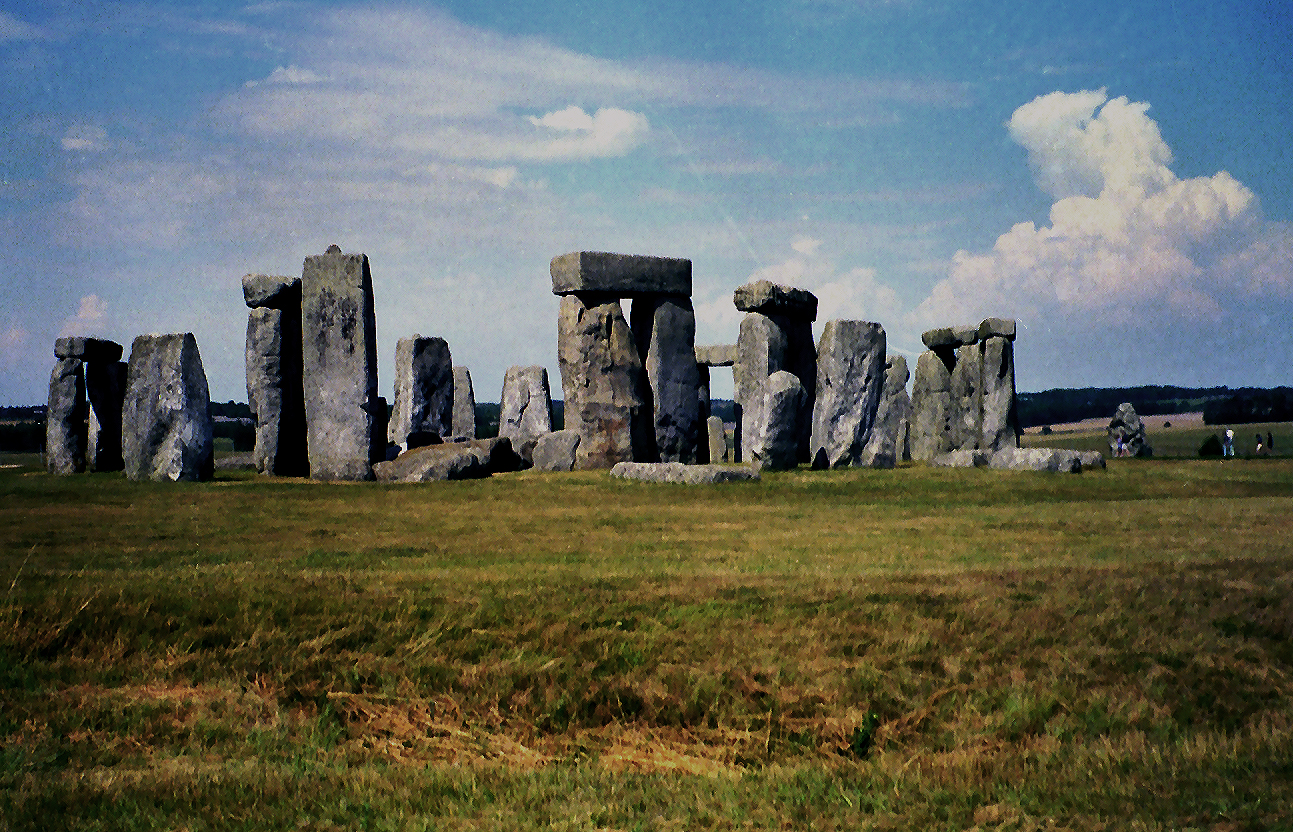
Stonehenge: összkép a középpontról

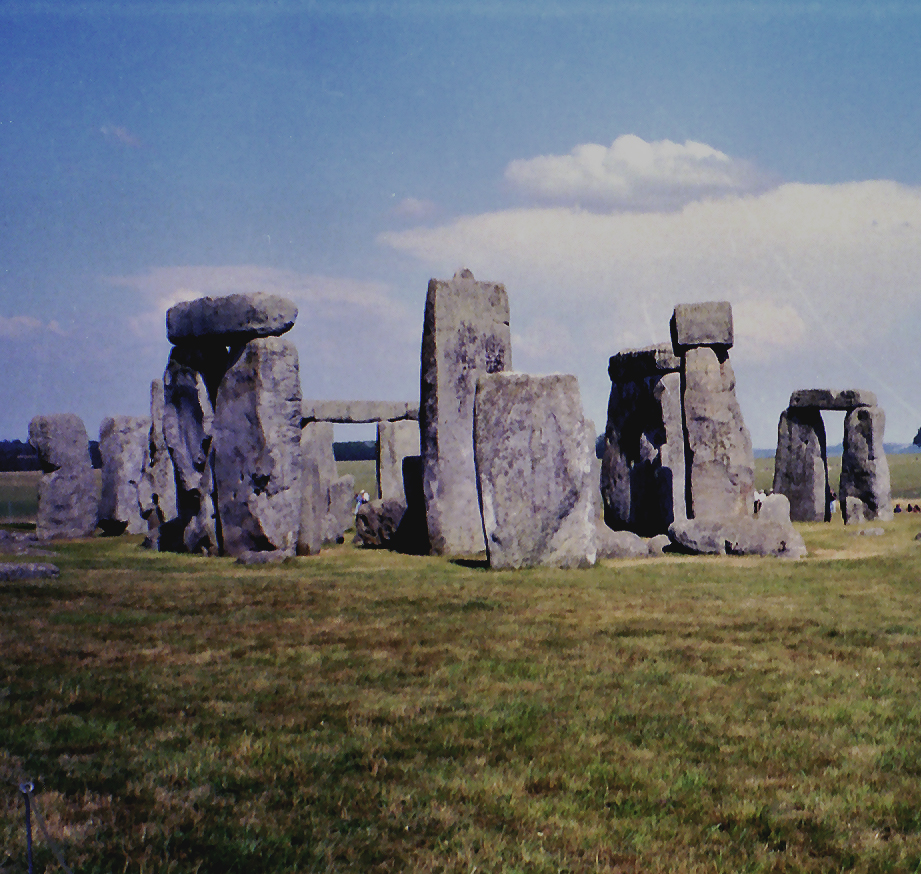
Stonehenge: A hármaskövek (trilitek)

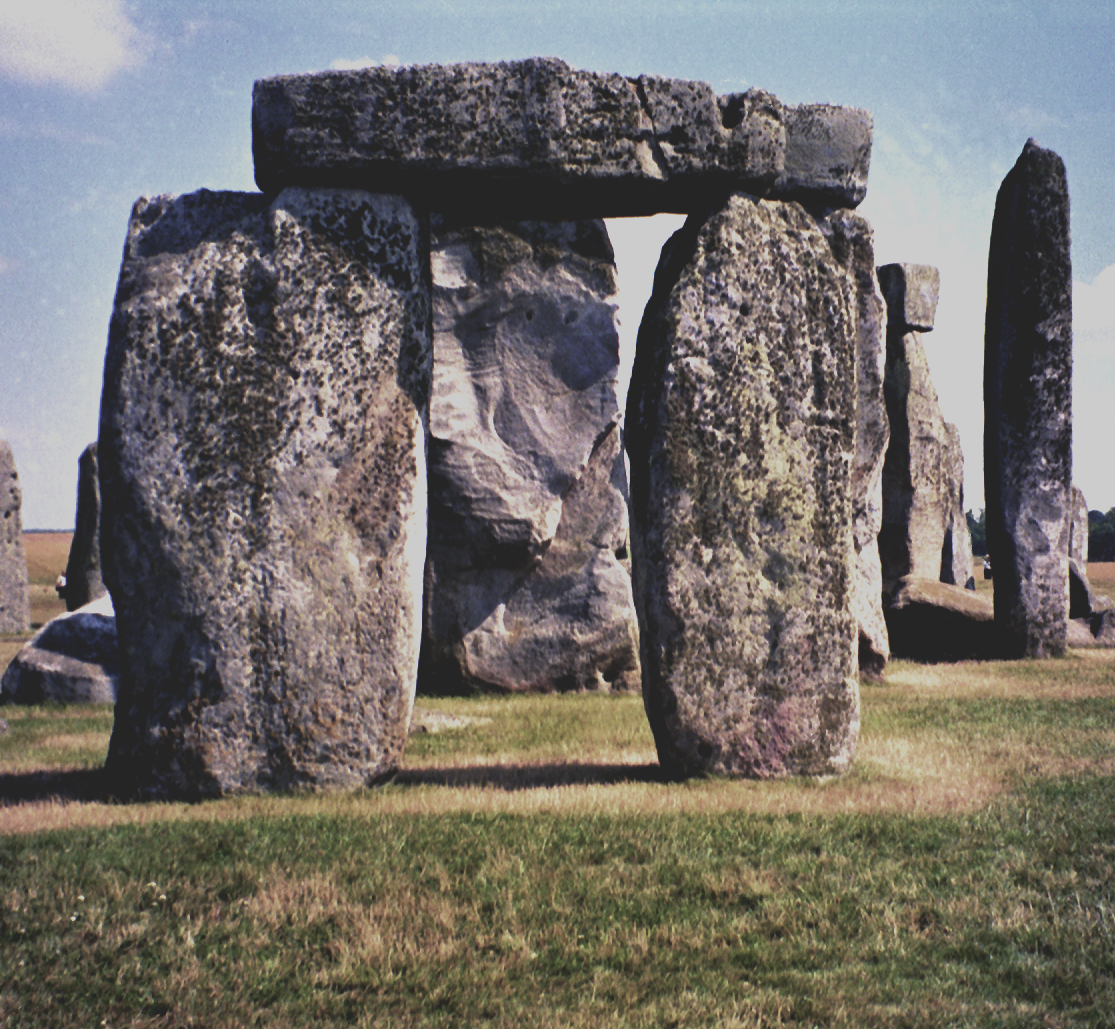
Stonehenge: Egy hármaskő (trilit)

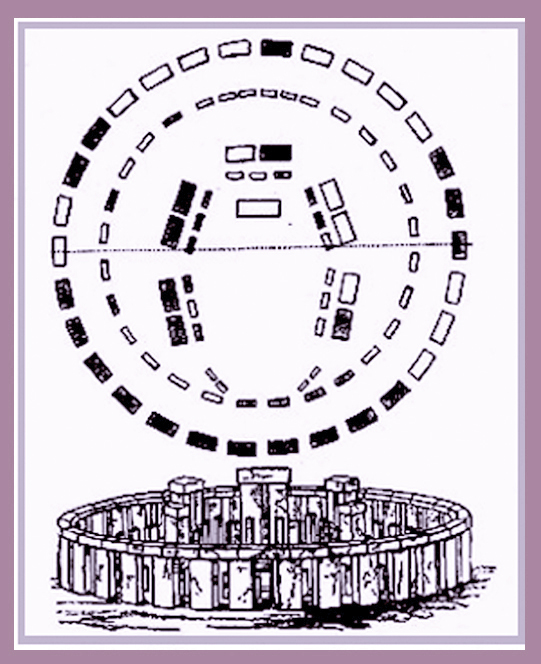
Stonehenge: A belső körök és megmaradt köveik)

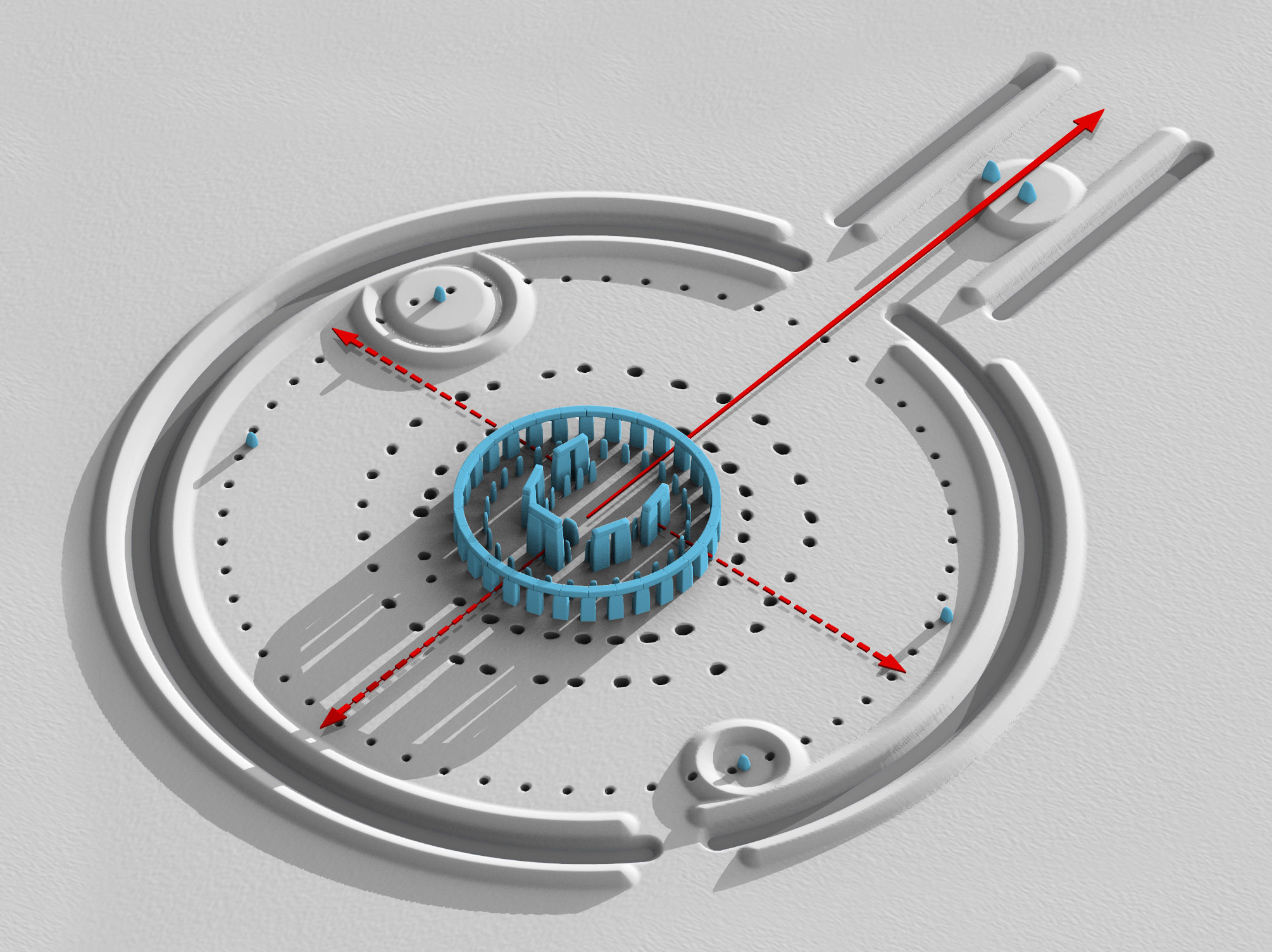
Stonehenge rekonstrukció

A Stonehenge körkörösen elrendezett kőtömbökből és földsáncokból álló monumentális őskori építmény az angliai Wiltshire-ben, Salisburytől mintegy 13 km-re északra. 
Több szakaszban építették, körülbelül i. e. 3100-tól kezdve i. e. 1600-ig. A komplexumot legalább a bronzkorig használták, majd elhagyták.
Különféle, részben egymást kiegészítő, részben egymásnak ellentmondó hipotézisek keringenek ennek a rendkívül igényesen megtervezett építménynek a céljáról. Ezek többek között a temetkezési hely és vallási kultuszok helyének feltételezésétől a naptári funkciókkal (beleértve a vetésidőket is) rendelkező csillagászati obszervatóriumig terjednek.
A szerepével kapcsolatos elméletek az 1919-ben, de főként az 1950-ben indult ásatások nyomán születtek. Az öt brit egyetem összefogásával készült kutatás eredménye alapján kialakult egyik álláspont szerint olyan emlékmű is, mely az addig jórészt háborúskodásban élő törzsek egységét jelképezi.
A régészeti helyet és környékét az UNESCO 1986-ban a világ kulturális örökségének jegyzékébe vette fel.

## Kulturális világörökségként
A kulturális örökség együttese a térségben levő következő régészeti lelőhelyeket is magába foglalja:
- Stonehenge, megalit építményegyüttes
- Avebury, neolitkori emlékek, Európa legkiterjedtebb történeti emléke
- Windmill Hill, neolitkori fal és árkok rendszere, a helyről régészeti korszakot neveztek el
- Silbury Hill, 40 m magas domb, az őskori Európa legnagyobb emberalkotta létesítménye
- Long Barrow, temetőjáratok és sírkamrák
- Kenneth Avenue, 2,5 km-es kőburkolásos sírjárat
- Overton Hill, kőszentély

## Megalitikus építményként
Annak a nyugat-európai megalitikus kultúrának a kiemelkedő jelentőségű alkotása, amely Spanyolország atlanti-óceáni partjaitól Dél-Skandináviáig terjedt, a brit-szigeteket is magában foglalva. Stonehenge mai állapotában jórészt romos régészeti bemutatóhely, a világörökség nyilvántartott helyszíne. Tekintettel arra, hogy 21 km-es körzetben nincs építkezéshez használható terméskő, a középkorban és az újkor elején köveit építkezésekhez hordták el, és az évszázadok során az időjárás is rombolta. Ma idegenforgalmi fogadásra alkalmas infrastruktúrával rendelkezik, évi látogatóforgalma megközelíti az egymilliót.
Az építményegyüttes több – kör alakú – szerkezeti részből áll. Kívülről árok határolja, e mögött pedig közvetlenül töltés emelkedik. A kört északkeleten bejárati nyílás szakítja meg, amihez az ún. Sugárút vezet. A kör közepén patkóalakban elhelyezett, harmadidőszaki homokkőből faragott oszlopok (hármas kövek, vagy trilitek) állnak, ezeket páronként vízszintes kövek kötötték össze. A patkón belül kisebb, granulitból (diabázból, riolitból és vulkáni hamuból álló kőzet) faragott oszlopok voltak, de ezek mára eltűntek.
Nevezetes kövei:
- az ún. oltárkő
- az áldozókő
- a két stációkő és
- a sarokkő (amely a bejárat közelében, a Sugárút közepén áll)

A töltés belső oldalán két kisebb kör alakú árok sík földdarabot vesz körül; ezeket északi és déli sírhalomnak nevezik, közepükön valaha szintén kőoszlopok emelkedhettek.

## Az építési korszakok
Az 1950 óta folytatott ásatások alapján megállapították, hogy Stonehenge három szakaszban épült (de Stonehenge III építése önmagában is több fázisra oszlik.)

### Stonehenge I (i. e. 3100 körül)
Építője az újkőkori úgynevezett Windmill Hill-kultúra népe a Csatornán túlról érkezett, ezzel kezdődött Dél-Anglia betelepülése. A népesség szarvasagancs csákányaival ásta ki a kb. 98 m átmérőjű, 6 m széles és 1,4–2 m mély árkot. A kiásott mészköves törmeléket az árok belső oldalán töltésként halmozták fel. Az északkeleti bejáratnál két kőoszlopot állítottak fel, ezek egyike, az áldozókő maradt fenn. A töltés belső oldalán 56 sekély lyukat ástak, és csaknem azonnal be is temették, ezeket felfedezőjükről Aubrey-lyukaknak nevezik. Feltételezhető, hogy a stációkövek is ebben a korszakban kerültek helyükre, de az erre vonatkozó bizonyítékok nem minden kétséget kizáróak. Stonehenge I-et kb. 500 évig használták, azután elhagyták és területét bozót nőtte be.

### Stonehenge II
A következő időszakban a területet az úgynevezett harangedényes kultúra népe lakta, akik a bronz ismeretét hozták (egyesek szerint Hollandiából, vagy a Rajna vidékéről). I. e. 2100 körül az építményt gyökeresen átalakították: mintegy 80, egyenként 4 tonna súlyú granulitoszlopot állítottak fel a terület közepén. Ekkor két, bezáratlan koncentrikus kört formáltak (a granulitkő Wales délnyugati részéről, a Preseli-hegység-ből való). A tömböket csaknem 390 km-es úton, tengeren, folyóvízen és szárazföldön szállították (lehet, hogy két szakaszban). A bejáratnál felállított granulitoszlopokat úgy helyezték el, hogy a nyári napforduló idején a középpontból nézve a napkelte helyén legyenek. Ugyanebben az irányban kiszélesítették a Sugárutat, és felállították a két sarokkövet. (Később a két koncentrikus körben elhelyezett granulitköveket eltávolították.)

### Stonehenge III
Stonehenge III.a Ennek a korszaknak a kezdetén a korábbi harangedény-kultúra tovább virágzott és gazdagodott. I. e. 2000 körül kerültek helyükre a patkó alakban, illetve teljes körben álló, felül áthidalt homokkő hármaskövek (trilitek), amiknek maradványai megvannak. A köveket Stonehenge-től 30 km-re északra található Marlborough Downsból hozták.
A külső körben 30 homokkőtömb áll, ezeket felül lezárták. Ebben a körben helyezték el patkó alakban az öt trilitet – amelyek két álló, és egy rajtuk keresztbe fektetett vízszintes tömbből állnak. A kövek 9 m hosszúak és 50 t súlyúak. Látható felületeiket kőkalapácsokkal simára faragták, és ugyanígy alakították ki a gömbölyű köldökcsapokat is, valamint a hornyoscsapolásokat, amelyek a külső kör keresztgerendáit kapcsolják egymáshoz. Az oszlopok fölfelé keskenyednek. Az illesztékek valószínűleg a korabeli famunkák csapolásait utánozzák.
Stonehenge III.b Ez a második fázis feltehetőleg egy évszázaddal későbbi. Ekkor kb. 20 Stonehenge II. korabeli granulitkövet megfaragtak, és a patkón belül hozzávetőleg ovális alakban helyezték őket el. Valamivel később, i. e. 1550 körül a körben álló tömbökön kívül, két koncentrikus körben lyukakat ástak (ma már nem látható Y- és Z-lyukak). Ezekben bizonyára a Stonehenge II-ből kimaradt 60 granulitkövet akarták elhelyezni, de ez a terv nem fejeződött be. A lyukak nyitva maradtak, s a következő századokban feltöltődtek. A kör belsejében oválisan elrendezett köveket szintén eltávolították.
Stonehenge III.c. Az utolsó építési szakasz szinte folytatólagosan követte az előzőt. Ekkor – i. e. 1700 körül – új népesség, a Wessex-kultúra népe uralta Salisbury síkságát, s ők fejezték be Stonehenge építését. Erről a tehetséges, gazdag kereskedő népről kevés ismeretünk maradt fenn. A patkón belül felváltva granulitból faragott oszlopokat és obeliszk-eket állítottak fel egymáshoz közel. A megmaradt kb. 60 megmunkálatlan granulitot a patkó és a kör között helyezték el. A tengelyvonalban állt a mind közül legnagyobb granulitoszlop, amelyet tévesen oltárkőnek neveztek el.
I. e. 1100 körül a Sugárutat keleti, majd délkeleti irányban kb. 2780 m hosszúságban meghosszabbították, az Avon-folyó-ig, ami azt jelzi, hogy Stonehenge akkor még használatban volt. A kőkör és környezete az i. e. 1800 körüli évekig folyamatosan bővült és alakult. Mielőtt a harmadik fázis befejeződött volna, a munkálatok félbemaradtak, a helyszínt lakói valamilyen ok miatt elhagyták.

## A régészeti (és csillagászati) kutatások története
Meglepő módon Stonehenge létezéséről már az i. e. első századi görögök révén vannak információink (rövid vázlat Várkonyi-Panyik-Selley könyve alapján):
- i. e. 1. század: Szicíliai Diodórosz történetíró: „…A kelták földjével átellenben túlnan levő óceánban észak felé van egy sziget … lakóit hüperbóreuszoknak hívják … Latona ezen a szigeten született, s ezért fiát (Apollónt) ott minden más istennél buzgóbban tisztelik. … A szigeten egy Apollónnak szentelt gyönyörű liget van és egy különös, kerek alakú templom, melyet sok áldozati adomány díszít … Apollón minden tizenkilencedik évben eljön erre a szigetre, vagyis abban az időben, amikor az égitestek (a Nap és Hold) ugyanabban az együttállásban térnek vissza; és ezért nevezik a tizenkilences időközt Meton nagy évének…”
- Ír–kelta–brit–angolszász mondák, amik sokkal későbbiek és Stonehenge-t a druidákhoz kötik
- 1135. Geoffrey of Monmouth híres történelemkönyve az első spekuláció, ami Stonehenge eredetét próbálja megmagyarázni. Szerinte néhány hatalmas kő Naasból (írországi Kildare) került ide.
- 1663. John Aubrey a druidák alkotásának tekintette. Ő fedezte fel az ún. Aubrey-gödröket (Aubrey-Hole).
- 1740. William Stukerey elsőként sejtette meg Stonehenge csillagászati vonatkozását: „…Az egész mű fővonala északkeletre mutat, afelé, ahol a Nap fölkel, midőn a napok a leghosszabbak…”
- 1740. John Wood szerint „…a druidák Holdnak szentelt temploma volt…”
- 1771. John Smith fölismerte a nyári napforduló napkelte-pontjának irányvonalát.
- 1792. (?) Warltire szerint „…Stonehenge óriási teodolit volt az égitestek mozgásának megfigyelésére…”
- 1793. J. Maurice úgy vélekedett, hogy Stonehenge naptemplom volt.
- 1796. Henry Wansey: „…három mérföldes körzetben a lehető legjobb helyen áll az égitestek megfigyelésére…”
- 1829. Godrey Higgins: „…A kövek elrendezése az ókor csillagászati ciklusait ábrázolja…”
- 1840. Edward Duke megállapította, hogy az I-II és III-IV álláskő (Station Stone) helyzete párhuzamos a kőkör főtengelyével és így a nyárközépi napnyugta vonalán sorakoznak.
- 1873. Gidley már az objektum egyes részleteinek elemzésével foglalkozott.
- 1880. Flinders Petrie szintén az objektum egyes részleteit elemezte.
- 1901. Norman Lockyer Stonehenge és más angliai kőemlékek című munkája korszakos jelentőségű a megalitkutatás történetében. Stonehenge esetében a Sarokkő által kijelölt irány kisméretű eltéréséből kiszámította az objektum építési idejét, és azt i. e. 1850 körülinek becsülte.
- 1915. szeptember 15. A londoni Frank&Rutley cég elárverezi 6600 fontért Stonehenge-t (a hirdetményt lásd képen)
- 1950–ig a kutatásban érdemleges előrehaladás nem történt.
- 1950-es évek elején Stuart Piggot végzett ásatásokat, és arra következtetett, hogy a Wessex-kultúra sokban rokon a bretagne-i kultúrával és onnan származott át a szigetre. Bár ezt a vélekedést egyes régészek tagadják.
- 1953-ban kezdődtek R. J. C. Atkinson nagy jelentőségű kutatásai. A két kékkő kör és a külső sarsen kövön levő harminc baltanyom felfedezése mükénéi asszociációkat vet fel.
- 1960-ban megjelent R. J. C. Atkinson: Stonehenge c. összefoglaló műve.
- 1961. Gerald S. Hawkins Lockyer után az első csillagász, aki kamerákkal, iránytűvel, távcsővel és csillagászati számításokkal vizsgálja a napfelkeltét. A számítógépes elemzések meglepő eredményekre vezetnek.
- Ponori Thewrewk Aurél magyar csillagász az 56 Aubrey-gödör tanulmányozásával Hawkins azon állítását vizsgálta, hogy Stonehenge – a nagy kőkör – nem csupán az esztendő legfőbb napjainak – a napfordulóknak – a jelzésére szolgált, hanem igen sok más csillagászati időpont rögzítésére is. Valószínűnek látszik Hawkins azon feltevése, hogy többek közt a baljóslatú hold- és napfogyatkozások idejét is előrejelezte. Az Aubrey-gödrök számának és elhelyezkedésének elemzése alapján Ponori Thewrewk Aurél megadta a bonyolult jelzőrendszer magyarázatát.

Egyes szakírók szerint (pl. M. Balfour) a 17. századtól kezdve nincs olyan jelentős történész, vagy archeológus (sőt még Inigo Jones építészt, VII. Henrik és VIII. Henrik királyokat is hozzájuk értve), aki ne foglalkozott volna valamiképpen a Stonehenge-rejtéllyel. Henry Moore szobrász még rajzvázlat-sorozatot, majd monumentális térplasztikát is készített.

### Szépirodalom

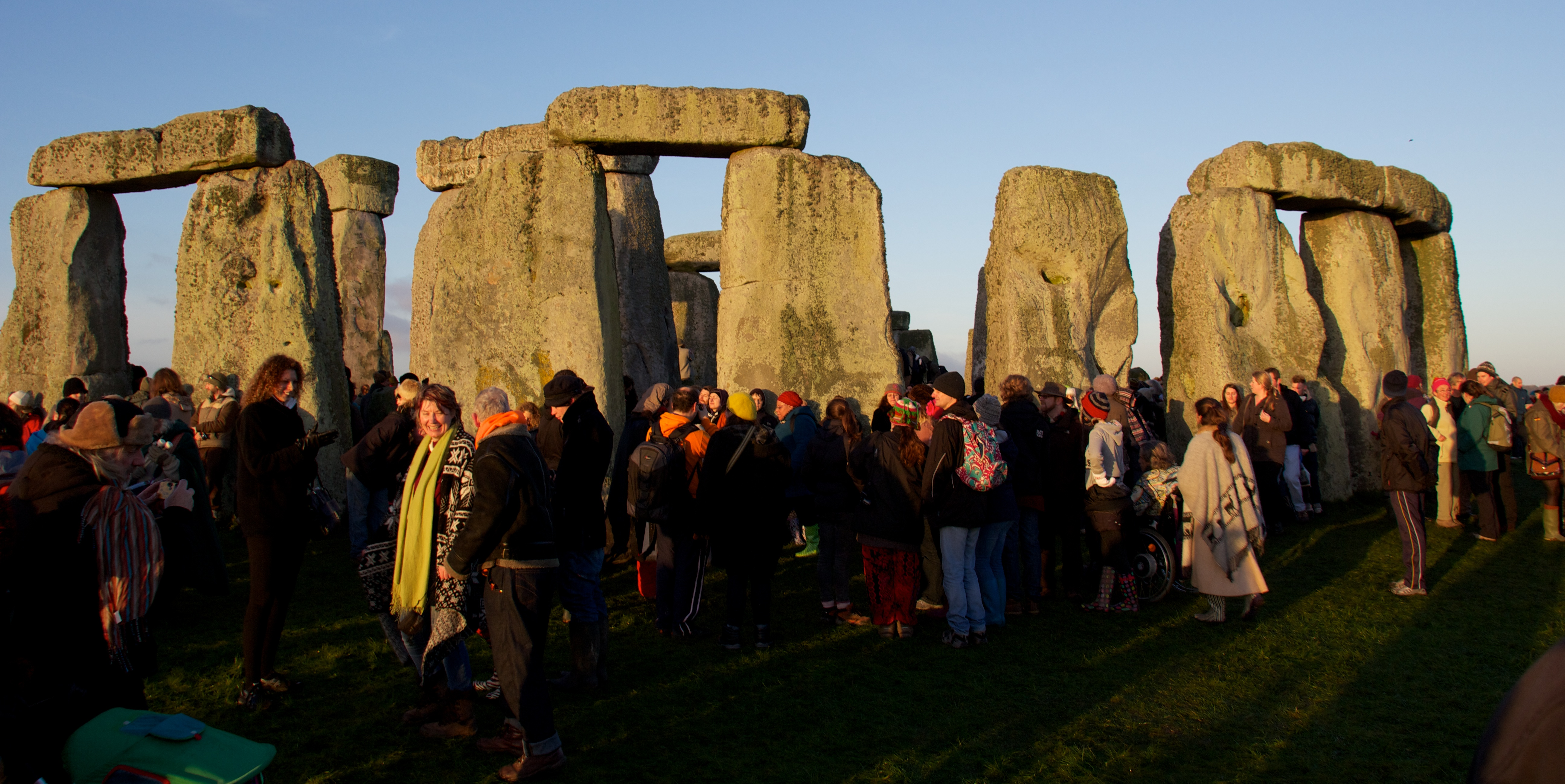
Stonehenge: Téli napforduló 2012

## Mai kutatások és értékelések Stonehenge-ről

### Mit mutatnak a csontok?
A régészek korábban a köveket fogták vallatóra. Az újabb kutatások Stonehenge-től távolabbra vezették a tudósokat. Feltárták egy közeli, újkőkori falu maradványait. A föllelt csontmaradványokból megállapítható, hogy küzdelmes életük dacára az újkőkori Britannia lakói könnyebb csontúak voltak, mint a ma embere. Viszonylag épen maradt fogazatuk arra utal, hogy szénhidrátszegény étrenden éltek, és általában jó egészségnek örvendtek. Ám az élet akkoriban is tartogatott veszélyeket. A koponyaleletek 5-6 százalékánál tompa tárgytól származó erős ütés nyoma észlelhető, a nők és férfiak koponyáján egyaránt. Az érintettek valószínűleg vagy valamilyen rituálé, vagy brutális erőszak áldozatai lehettek.
Az Avon folyó keleti partján, Stonehenge-től 4 kilométerre délkelet felé, Boscombe Down dombjain a régészek két, i. e. 2500-2300-ból való temetkezési helyet, s bennük egy súlyosan sérült lábú – alighanem sánta – 35-45 éves férfi, valamint egy fiatalabb rokona – talán éppen a fia – maradványait tárták fel. Az idősebb férfi sírjából a kor leggazdagabb brit leletegyüttese került elő. Volt a tárgyak között aranyból készült hajdísz, rézkés, kovakő szerszám, íjászok két kőből csiszolt csuklóvédője, fémmegmunkáláshoz való párnakő, és több Beaker-stílusú agyagedény, amely akkortájt a Brit-szigeten nem, csupán a kontinens más részein volt használatos.
A két férfi fogzománcának vegyelemzése kimutatta, hogy a fiatalabbik férfi helyben, Wessex mészkővidékén született, társa, az „Amesbury íjász” azonban nem ott, hanem az Alpok lábánál, a mai Németország és Svájc területén nőtt fel. A közelben nagyjából ugyanabból a korból származó másik sírra is bukkantak, amiben hét halott maradványait találták. A fogak elemzése kimutatta, hogy közülük három férfi hatéves koráig születése helyén, majd tizenhárom éves koráig másutt élt. A leletek azt bizonyítják, hogy az európai ember már az őskorban nagy területeket bekóborolt.

### A Stonehenge riverside program
A program keretében a National Geographic Society támogatásával a Sheffieldi Egyetem kutatói Stonehenge tágabb körzetében végeznek ásatásokat 2003 óta, különös tekintettel a Durrington Walls mintegy 450 méter átmérőjű földsáncára. A hajdanvolt 30 méter széles és vagy 3 méter magas óriási földsánc körgyűrű belsejében és környékén három körkörös gerendaépítmény állt; erről tanúskodnak a lyukak, amelyekbe annak idején bizonyára tartócölöpöket állítottak. Az északi és a déli kör a gyűrű belsejében, a harmadik, Woodhengenek nevezett későbbi építmény közvetlenül a gyűrű külső oldalán állt.
A leletek alapján a fából emelt körépítmények titkos helynek számíthattak. A területen a sáncgyűrű belsejében két magas építmény nyomaira is leltek. A különálló árok és fapalánk övezte épületek talán a kört vigyázó őrök szállásai vagy kultikus célú helyek voltak. A gyűrűn kívül, a töltés alatt hét kis kunyhóból álló épületcsoport maradványai kerültek a felszínre. Az i. e. 2600-2500-ra datált házak az Avon folyóhoz vezető 30 méter széles, kovakővel kirakott út két oldalán sorakoztak. Öt házban bútorok nyomai voltak, fából összerótt priccsek hagytak vájatot a földben. Durringtont 167 méter hosszú, bizonyára szertartásokhoz használt út köti össze az Avon folyóval, míg Stonehenge és a folyó között, a mintegy 3 kilométeres út két oldalán árok és töltés húzódik, azt sugallva, hogy felvonulási út lehetett.
Stonehenge kőtömbjeit egyfelől a téli napforduló napnyugtájához tájolva állították fel, míg Durrington Walls déli körét a téli napforduló napfelkeltéje szerint építették. Az agyagedények töredékei és az állati (főleg sertés-) csontok tanúsága szerint Durrington Walls területén gyakorta rendezhettek ünnepi lakomákat. Stonehenge-nél viszont feltűnően kevés edénytöredék került elő. Míg Durringtonnál szinte egyáltalában nem tártak fel emberi maradványokat, Stonehenge körzetében 52 hamvasztásos temetés és számos egyéb temetkezési forma nyomaira bukkantak. Mintegy 240 halott maradványait ásták ki.
Elképzelhető tehát, hogy Durrington Walls az élők világát képviselte, Stonehenge ellenben a halott ősökét, ahová menetek vonultak a folyó és az utak adta irányban. Annak az elképzelésnek, hogy Stonehenge temetkezési helyül szolgált, ellentmond, hogy az előkerült leletek nem halotti rítusokkal, nem a holtak birodalmával, hanem hétköznapi tevékenységekkel, főként a paraszti és a pásztorélettel kapcsolatosak.
A Stonehenge-ről alkotott legújabb elképzeléseknek (Parker Pearson) szerint az a legfőbb értéke, hogy az egész tájra, mindegyik helyszínre vonatkoztatható, míg a korábbi elméletek külön-külön kerestek magyarázatot a térség egyes emlékeinek értelmezésére.

### Stonehenge mint az őskori Lourdes

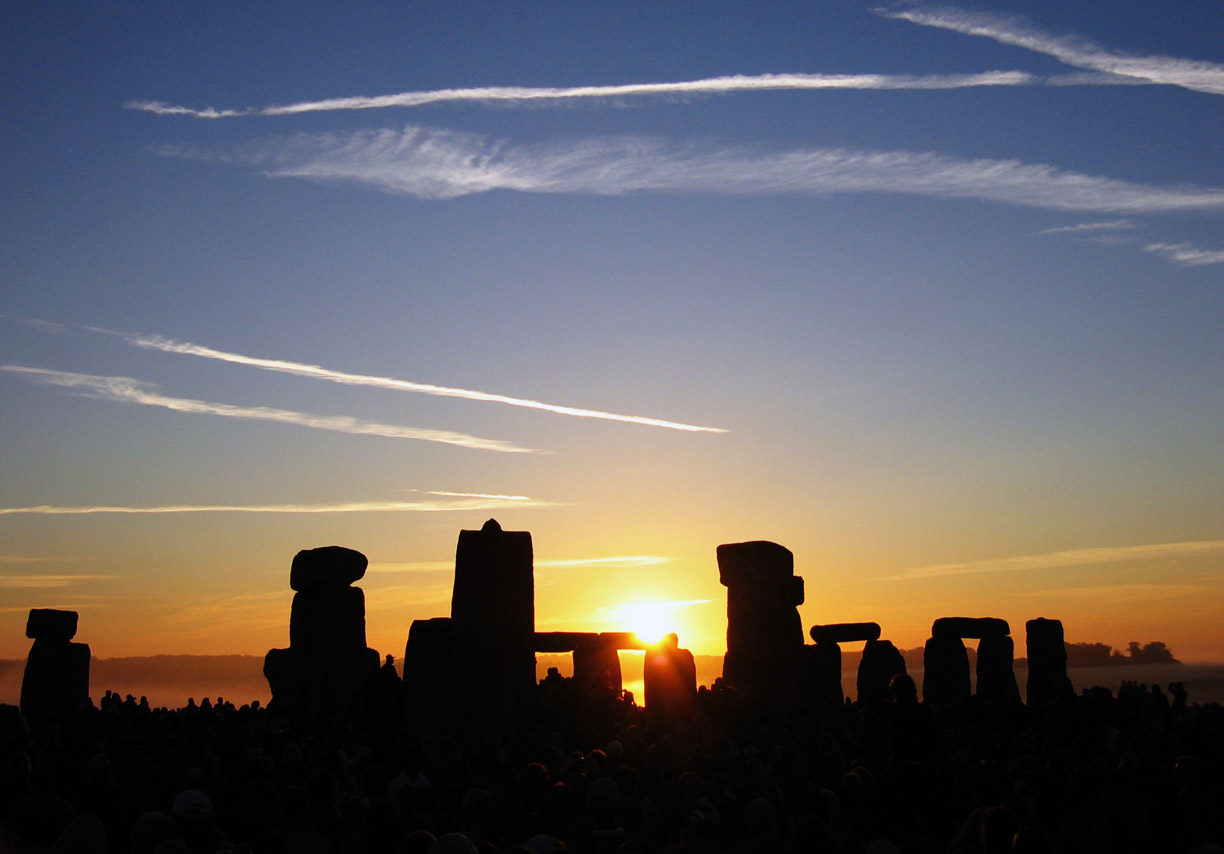
Napfelkelte a nyári napforduló idején

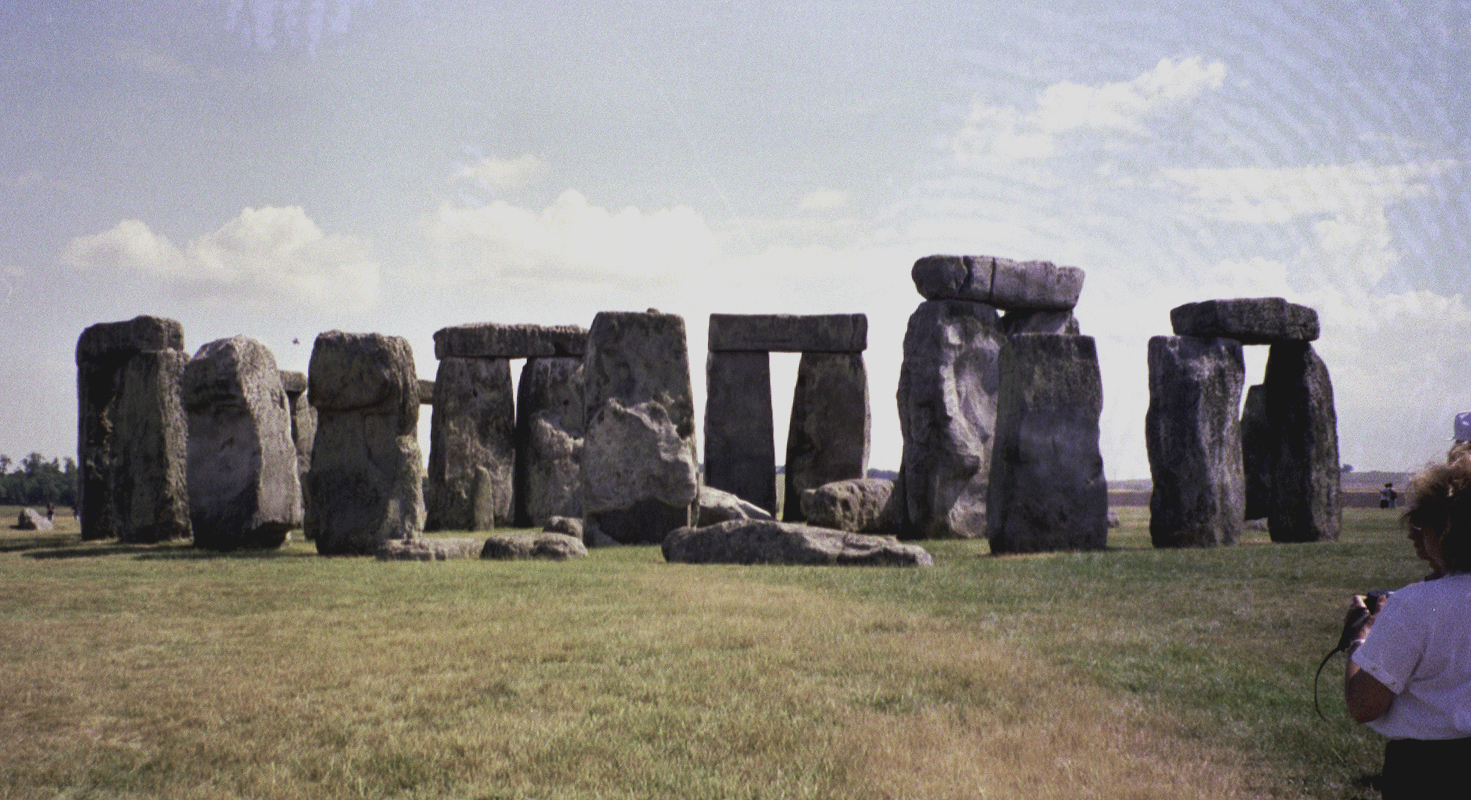
Stonehenge

A Wales délnyugati részén emelkedő Preseli-hegység erősen tagolt, töredezett dolerit- és palaképződményei között található a kőfejtő, ahonnan Stonehenge legelső kövei, a híres kékkövek származnak. Ám akad más különleges kőzet is a Brit-szigeteken, akkor miért éppen ezeket a köveket választották és szállították 400 kilométeren át Stonehenge-be? Miért ragaszkodtak a későbbi bővítéseknél is ehhez a kőhöz? Egy 12. századi krónika szerint Stonehenge-t Merlin, a varázsló parancsára Írországból vitték a Salisbury-síkra. Mivel a szállítás módja még ma is ismeretlen, nem csoda, hogy a régebbi korok emberei szerint a hatalmas kövek csak varázslatos úton kerülhettek a helyükre. Egy legenda szerint, ami a mai napig elevenen él a helyiek között, a Preseli-hegységben fakadó források gyógyító erejűek. A két hagyományt alapul véve Stonehenge egyfajta őskori Lourdes-nak is tekinthető.
Faszénmaradékok, haszonnövényekkel társuló gyomok virágpora és főként a más, távoli vidékekről származó csigaházak tanúsítják, hogy Stonehenge környékén a lakosság fát vágott, földet művelt, pásztorkodott és kereskedett. Ebből következően olyasfajta jelentősége lehetett, mint a katedrálisoknak vagy akár ma a Wembley Stadionnak. Hol ünnepélyes szertartások, hol prózaibb összejövetelek helyszíne volt. Az előzőkben már említett szicíliai Diodórosz, az i. e. 1. században élt görög történetíró egy három évszázaddal korábbi beszámolóból idézve írt egy Apollónnak szentelt, pompás helyről és egy nagyszabású kör alakú templomról a messzi északon, egy nagy szigeten. Apollón a gyógyítás ógörög istene volt.
2008-ban két régész kutató, Tim Darvill és Geoff Wainwright professzorok engedélyt kaptak az English Heritage-től egy 2,5 x 3,5 méteres terület felásására a két kör között.
A kutatók meggyőződése szerint az emberek messzi földekről érkeztek ide gyógyulást keresve, amit a kékkövektől reméltek megkapni. Az erre utaló egyik jel, hogy a környéken lévő sírokban lévő holttestek „kiugróan nagy számban” mutatják fizikai sérülések vagy súlyos betegségek nyomait. A fogmaradványok vizsgálata kimutatta, hogy az eltemetettek kb. fele távoli vidékről érkezett ide.
A radiokarbon vizsgálatok alapján a kékkövek alatt talált maradványok kora i. e. 2300-ra tehető.
A környéken talált szerves maradványok vizsgálata kimutatta, hogy ez a térség már i. e. 7200-ban is lakott terület volt.

## Források és irodalom

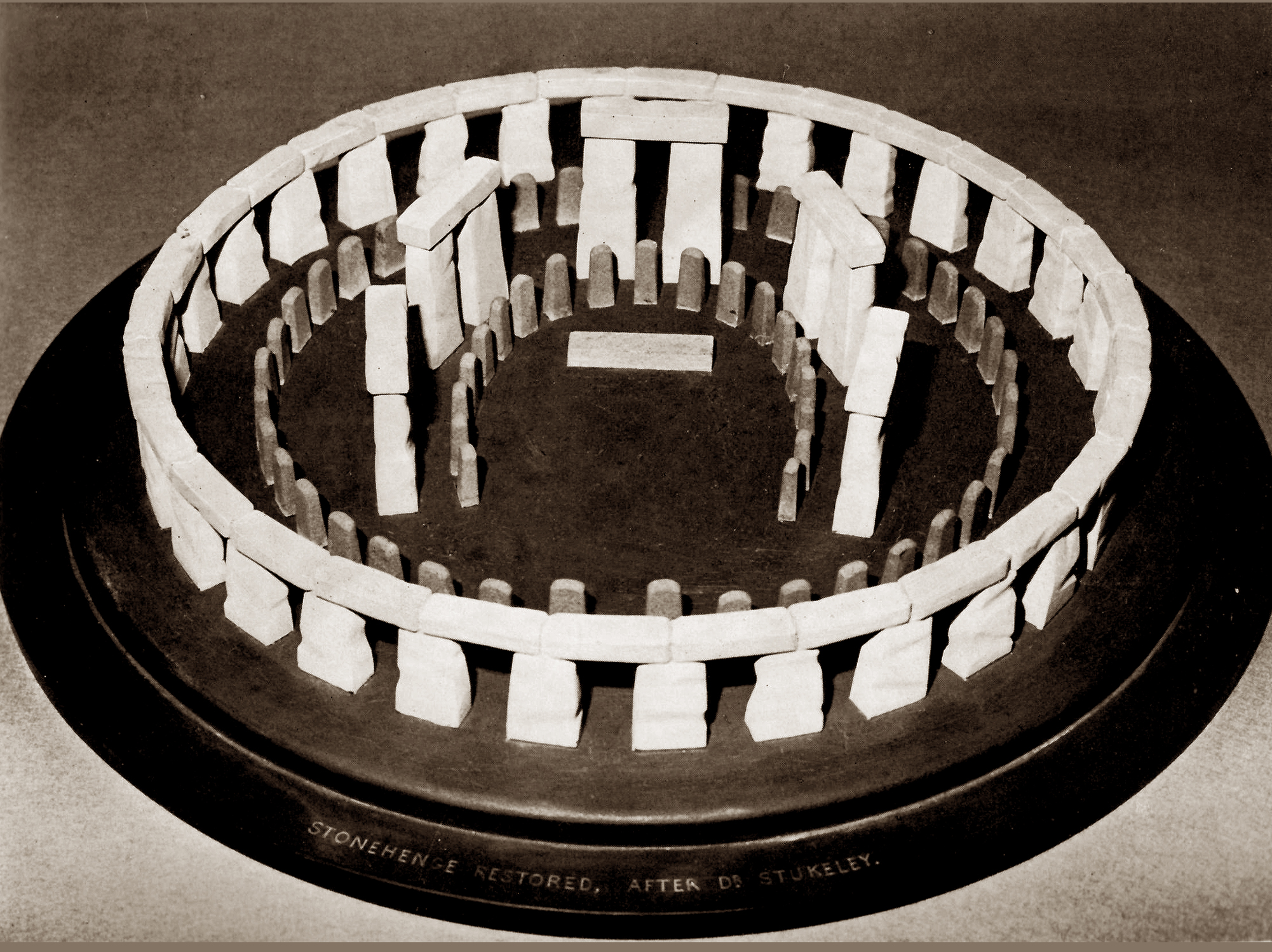
Salisbury Múzeum: Stonehenge 19. századi modellje